# Le Prodige (roman)
Pour les articles homonymes, voir Le Prodige.
Le Prodige (The Taggerung) est le quatorzième tome de la série Rougemuraille de Brian Jacques. Il fut publié en 2001.
Dans l'ordre chronologique de l'histoire, il est précédé par Les Ombrenards et suivi par L'Odyssée de Triss.